# Студенеківські дубові насадження
Студене́ківські дубо́ві наса́дження — заповідне урочище місцевого значення в Україні. Розташоване на території Бориспільського району Київської області. 
Площа 96 га. Об'єкт оголошено рішенням Київського облвиконкому від 1968 року № 118. 
Перебуває у віданні Студениківського лісництва Бориспільського держлісгоспу, — квартал 13 виділи 6, 8, 9, 12, квартал 14 виділи 11, 12, 16, квартал 15 виділи 6, 13, квартал 19 виділи 2, 3, 9, квартал 21 виділ 2, 4, 6, 14. 
Об'єкт являє собою дубові різновікові насадження насіннєвого походження з домішкою сосни, берези, осики, тополі, клена, що є типовими насадженнями для даних лісорослинних умов, повнота 0,8, висота 25 м, діаметр 32 см.

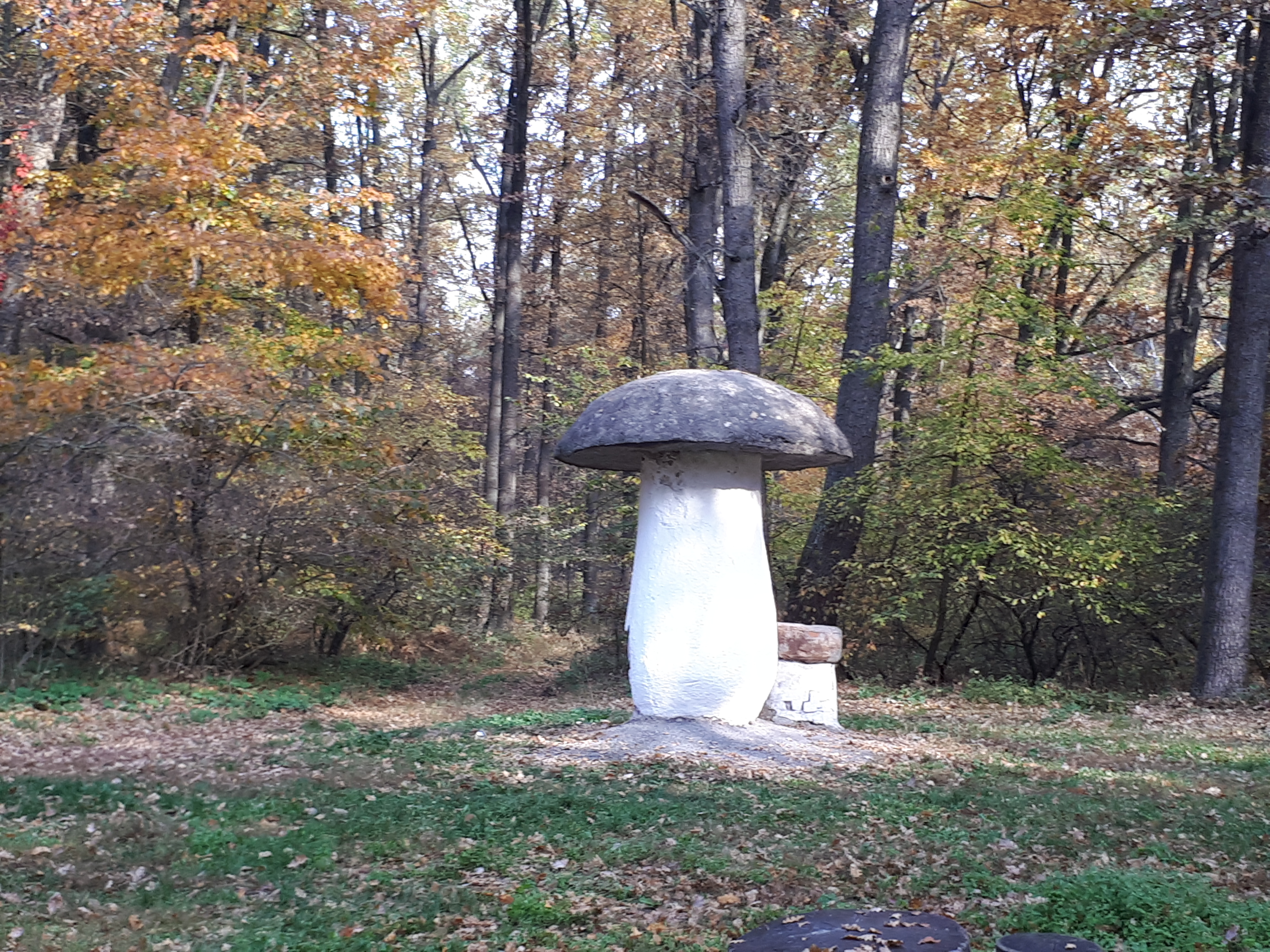